# Ковтурман Костянтин Кононович
Костянтин Кононович Ко́втурман (нар. 27 грудня 1894, Кременчук — пом. 20 квітня 1974, Лієпая) — український радянський графік; член Спілки художників України з 1938 року. Чоловік художниці Ніни Густ.

## Біографія
Народився 27 грудня 1894 року в місті Кременчуці (тепер Полтавська область, Україна). Впродовж 1910—1918 років навчався в Одеському художньому училищі у Киріака Костанді, Геннадія Ладижинського; впродовж 1918—1926 років в Одеському художньому інституті у Володимира Заузе.
Працював в Одесі. Протягом 1938–1941 років був головою секції графіки Товариства художників; у 1948–1950 роках викладав у художньому училищі, у 1960 році був головою Одеської організації Спілки художників України.
Жив в Одесі в будинку на сквері 9 Січня № 7, квартира 3. Помер в Лієпаї (тепер Латвія) 20 квітня 1974 року.

## Творчість
Працював в галузі станкового живопису, книжкової та станкової графіки, плаката. Серед робіт:
- «Селянське подвір'я» (1923, офорт)
- «Володимир Заузе» (1925, папір, офорт, м'який лак; Національний художній музей України[1]);
- «Киріак Костанді» (1924);
- «Верби» (1930, папір, офорт, акватинта; Національний художній музей України[1]);
- «Старий вітряк» (1937, офорт, пастель)
- «Горлівка» (1937—1938, серія офортів);
- «Михайло Чернишевський» (1941, офорт);
- «Віссаріон Бєлінський» (1941, офорт);
- «Олександр Герцен» (1941, офорт);
- «Біля шахти. Горлівка» (1946, офорт);
- «В. Філатов» (1947, офорт);
- «Максим Горький» (1951, офорт, м'який лак);
- «Пуща-Водиця» (1953);
- «Види Одеси і порту» (1925—1957, серія офортів і акварелей):
  - «Дубок у порту» (папір, офорт; Національний художній музей України[1]).

Брав участь у республіканських виставках з 1927 року, всесоюзних з 1947 року, зарубіжних з 1959 року.
Окремі роботи зберігаються в Дніпровському, Одеському, Харківському художніх музеях, Національному художньому музеї України, Національному музеї Тараса Шевченка.